# Los Angeles Dons
| Los Angeles Dons                                                     | Los Angeles Dons                                                     |
| Gegründet 1946 – Aufgelöst 1949 Spielten in Los Angeles, Kalifornien | Gegründet 1946 – Aufgelöst 1949 Spielten in Los Angeles, Kalifornien |
| -------------------------------------------------------------------- | -------------------------------------------------------------------- |
| \| \| \| \| \| \|                                                    |                                                                      |
| Teamfarben                                                           | Rot, Weiß, Blue                                                      |
| Liga                                                                 |                                                                      |
| - All-America Football Conference AAFC West (1946-1948)              |                                                                      |
| Personal                                                             |                                                                      |
| Besitzer                                                             | Benjamin Lindheimer                                                  |
| Head Coach                                                           | Dudley DeGroot (1946-1947)                                           |
| Teamgeschichte                                                       |                                                                      |
| Teamnamen                                                            | - Los Angeles Dons (1946-1949)                                       |
| Erfolge                                                              |                                                                      |
| Meisterschaften (0)                                                  |                                                                      |
| Play-off-Teilnahmen (0)                                              |                                                                      |
| Stadien                                                              |                                                                      |
| - Los Angeles Memorial Coliseum                                      |                                                                      |
|                                                                      |                                                                      |
|                                                                      |                                                                      |

Die Los Angeles Dons waren eine American-Football-Mannschaft, die in der All-America Football Conference (AAFC) spielte und in Los Angeles, Kalifornien beheimatet war.

## Gründung
Im Jahr 1944 wurde als Konkurrenzliga zur National Football League (NFL) die AAFC ins Leben gerufen. Gegründet wurde die Liga von einem Sportjournalisten aus Chicago, der zahlreiche an Football interessierte Investoren um sich versammeln konnte. Die Liga vergab insgesamt acht Franchises. Eine Spielberechtigung erwarb eine Personengesellschaft um den Geschäftsmann Ben Lindheimer, der die Mannschaft in Los Angeles ansiedelte. Mitbesitzer der Mannschaft waren unter anderem Don Ameche, Bing Crosby und Bob Hope.
Jede Mannschaft war für die Mannschaftszusammenstellung selbst verantwortlich. Die AAFC nahm im Jahr 1946 den Spielbetrieb auf. Trainer der Mannschaft war Dudley DeGroot, der zuvor die Washington Redskins trainiert hatte. DeGroot wurde im folgenden Jahr während der Saison durch Mel Hein ersetzt, der 1948 wiederum Jimmy Phelan weichen musste. Die Dons trugen ihre Heimspiele im Los Angeles Memorial Coliseum aus.

## Erfolge
Die Dons konnte in ihrem ersten Spieljahr 1946 sieben von 14 Spielen gewinnen, darunter befand sich auch ein Sieg gegen die von Otto Graham angeführten Cleveland Browns, die in diesem Jahr auch die Meisterschaft für sich entscheiden konnten. Mit dem Ausgang der Meisterschaft hatten die Dons auch in den beiden Folgejahren nichts zu tun, obwohl ihnen 1947 nochmals ein Sieg gegen die Browns gelang. Sie schlossen beide Spielrunden jeweils mit sieben Siegen und sieben Niederlagen ab. Nach einer Saison mit lediglich vier Siegen mussten die Dons, wie die komplette AAFC ihren Spielbetrieb einstellen.

## Mitglieder in der Pro Football Hall of Fame
- Mel Hein
- Len Ford

## Weitere namhafte Spieler
- Glenn Dobbs
- Gil Duggan
- Bob Reinhard